# Langenbruchsief
Der Langenbruchsief ist ein orographisch rechter Zufluss der Rur auf der Gemarkung der Stadt Monschau in der Städteregion Aachen in Nordrhein-Westfalen. Er entspringt auf einer Wiesenfläche nordwestlich des Monschauer Stadtteils Kalterherberg. Von dort fließt er vorzugsweise in südöstlicher Richtung und mündet in die Rur.